# 滋賀県立精神医療センター
滋賀県立精神医療センター（しがけんりつせいしんいりょうセンター）は、滋賀県草津市にある県立の精神科病院である。

## 沿革
- 1989年（平成元年）4月 - 精神保健総合センター開設準備室を設置する。
- 1990年（平成2年）12月 - 起工式を行う。
- 1992年（平成4年）
  - 5月 - 部分竣工。
  - 6月1日[3] - 部分開設。精神保健センター部門の業務を開始する。
  - 9月1日[3] - 病院部門を開設し、外来・入院業務を開始する。ちなみに、開設当時の病床数は50床だった。
  - 10月 - 精神科デイ・ケア部門の業務を開始する。
- 1993年（平成5年）
  - 4月 - 労災保険指定病院の指定を受ける。
  - 5月 - 病床を増設。合計100床となる。
  - 10月 - 結核予防法指定医療機関と原爆被爆者一般疾病医療機関の指定を受ける。
- 1997年（平成9年）4月 - 精神科救急医療施設の指定を受ける。
- 1999年（平成11年）4月 - 臨床研修指定病院の指定を受ける（協力病院）。
- 2000年（平成12年）6月 - 応急入院指定病院の指定を受ける。
- 2005年（平成17年）
  - 7月 - 医療観察法指定通院医療機関の指定を受ける。
  - 9月 - 財団法人日本医療機能評価機構 病院機能評価（Ver.4.0）を認証取得する。
- 2006年（平成18年）4月 - 地方公営企業法の適用による組織改編に伴い、滋賀県立精神医療センターに改称する。
- 2008年（平成20年）3月 - 病院情報システム（オーダリングシステム）を導入する。
- 2010年（平成22年）12月 - 財団法人日本医療機能評価機構 病院機能評価（Ver.6.0）の認証を更新する。
- 2011年（平成23年）4月 - 医療観察法病棟準備室を設置する。
- 2012年（平成24年）3月 - 診断書作成支援システムを導入する。
- 2013年（平成25年）11月1日[3] - 医療観察法病棟を開棟する。
- 2015年（平成27年）3月 - 病院総合情報システム（電子カルテシステム）を導入する。
- 2019年（令和元年）7月 - 滋賀県依存症専門医療機関・依存症治療拠点選定要綱に基づくアルコール依存症の依存症専門医療機関、依存症治療拠点機関に選定される。
- 2021年（令和3年）
  - 2月 - 滋賀県依存症専門医療機関・依存症治療拠点選定要綱に基づくギャンブル等依存症の依存症専門医療機関、依存症治療拠点機関に選定される。
  - 3月 - 滋賀県依存症専門医療機関・依存症治療拠点選定要綱に基づく薬物依存症の依存症専門医療機関、依存症治療拠点機関に選定される。
  - 12月 - しが子どものこころ専門医研修施設群の認定を受ける。
- 2022年（令和4年）4月 - 日本精神科救急学会 認定医制度認定施設の認定を受ける。

（出典：）

## 診療科目
- 内科
- 神経内科
- 心療内科
- 精神科

（出典：）

## 医療機関の指定・認定
| 保険医療機関                                                                                      |
| 労災保険指定医療機関                                                                              |
| 指定自立支援医療機関（精神通院医療）                                                              |
| 精神保健及び精神障害者福祉に関する法律（昭和25年法律第123号）に基づく指定病院又は応急入院指定病院 |
| 精神保健指定医の配置されている医療機関                                                            |
| 生活保護法指定医療機関                                                                            |
| 結核指定医療機関                                                                                  |
| 特定疾患治療研究事業委託医療機関                                                                  |
| 原子爆弾被爆者医療指定医療機関                                                                    |
| 依存症専門医療機関（アルコール健康障害治療拠点）                                                  |

（出典（※一部を除く）：）

## アクセス
公共交通機関
- JR琵琶湖線（東海道本線）瀬田駅から帝産湖南交通。「大学病院」停留所下車、徒歩10分[5][6]。
- JR琵琶湖線（東海道本線）南草津駅から帝産湖南交通またはまめバス。「県立総合福祉センター」停留所下車、徒歩1分[注 1][5][6]。

自動車
- 新名神高速道路草津田上ICから約5分[6]。